# Carcheto-Brustico
Carcheto-Brustico (in corso Carchetu è Brusticu) è un comune francese di 26 abitanti situato nel dipartimento dell'Alta Corsica nella regione della Corsica.

## Società

### Evoluzione demografica
Abitanti censiti